# Фролов, Владимир Александрович
Владимир Александрович Фролов (1874, Санкт-Петербург — 3 февраля 1942, Ленинград) — русский художник-мозаичист; сын художника А. Н. Фролова. Крупнейший мастер мозаики в истории русского искусства. Отвечал за украшение мозаиками множества шедевров русской и советской архитектуры первой половины XX века. Также занимался реставрацией и переносом мозаик предыдущих эпох. Всю жизнь провёл в Санкт-Петербурге — Петрограде — Ленинграде.

## Биография
В. А. Фролов принадлежал к потомственной семье русских мозаичистов.
Роду Фроловых принадлежала крупнейшая в мире фамильная коллекция смальты, хранящаяся в Петербургской Академии Художеств.
Отец, Фролов Александр Никитич (1830—1909), до 1891 года входил в состав художников Мозаического заведения Императорской Академии художеств, выполняя с 1883 г. обязанности заведующего работами. Трудился над выполнением мозаичных картин для Исаакиевского собора в Санкт-Петербурге. В 1883 году А. Н. Фролов стал заведующим Мозаическим заведением Академии художеств, был удостоен званий: неклассного художника (1857), младшего художника-мозаичиста (1861), классного художника 3-й степени по исторической и портретной живописи (1865), академика (1872) и почетного вольного художника (1876).
Вслед за отцом, мозаикой стал заниматься его старший сын — архитектор Фролов Александр Александрович (1861—1897). В 1890 году А. Н. Фролов вместе со старшим сыном А. А. Фроловым организовал первую в России частную Мастерскую декоративной мозаики. Технике обратного, «венецианского» мозаичного набора Фролов Старший учился в Венеции у Антонио Сальвиати. В 1893 году в мастерскую как участник дела зачислен младший Фролов — Владимир. С 1894 года он учился на живописном отделении Высшего художественного училища при Императорской Академии художеств. Смерть старшего брата в 1897 году сделала его организатором семейного дела и он был вынужден оставить занятия в Академии художеств. В том же 1897 году В. А. Фролов уже числился «помощником заведующего работами».

В. А. Фролов в конце 1930-х гг.

В 1895 году мастерская выиграла у Мозаического заведения Императорской Академии художеств и двух итальянских фирм конкурс на выполнение наружных мозаик храма Воскресения Христова (Спаса на крови) в Санкт-Петербурге. Спустя год Фроловы получили и крупнейший заказ на исполнение мозаичного убранства интерьера собора.
В 1900 году В. А. Фролов стал руководителем мастерской по адресу: Большой проспект Васильевского острова, 64/5, где за два десятилетия было создано множество выдающихся произведений. В 1905 г. В. А. Фролов женился на дочери архитектора Л. Н. Бенуа — Нине Леонтьевне. В 1918 году мастерскую закрыли, а в 1929 г. Фролов как бывший домовладелец вместе с семьёй был вынужден покинуть своё жилище на Большом проспекте и переехать в квартиру Л. Н. Бенуа. 
Последние работы Фролова созданы в мозаической мастерской Академии художеств, где созданы его последние работы. Скончался в Ленинграде от голода 3 февраля 1942 года во время блокады. Похоронен в братской могиле профессоров Академии художеств на острове Декабристов (фотография).

## Работы
- Сандуновские бани «Извергающий Везувий» 1896 г. (Находится в Высшем мужском разряде)
- Церковь Св. Марии Магдалины в Дармштадте (освящена в 1899 г.; худ. Васнецов В. М.; арх. Бенуа Л. Н.);
- Церковь Св. Георгия на Гусевских стекольных заводах Ю. С. Нечаева-Мальцева (Гусь-Хрустальный) (освящена в 1902 г.; худ. Васнецов В. М.; арх. Бенуа Л. Н.);
- Мозаичный фриз по эскизам С. Т. Шелкового на доходном доме герцога Н. Н. Лейхтенбергского (Большая Зеленина улица, дом 28; 1904—1905 гг.);
- Собор Св. блгв. кн. Александра Невского в Варшаве (освящен в 1912 г.; худ. Васнецов В. М.; арх. Бенуа Л. Н.);
- Особняк С. П. Рябушинского на Никитской ул. в Москве (арх. Шехтель Ф. О.);
- Церковь во имя Святых апостолов Петра и Павла на Шлиссельбургских пороховых заводах (освящена в 1907 г.; худ. Н. К. Рерих, арх. Покровский В. А.) Мозаики не сохранились.
- Церковь Покрова Св. Богородицы в селе Пархомовка Киевской губ. (освящена в 1907 г.; худ. Рерих Н. К.; арх. Покровский В. А.);

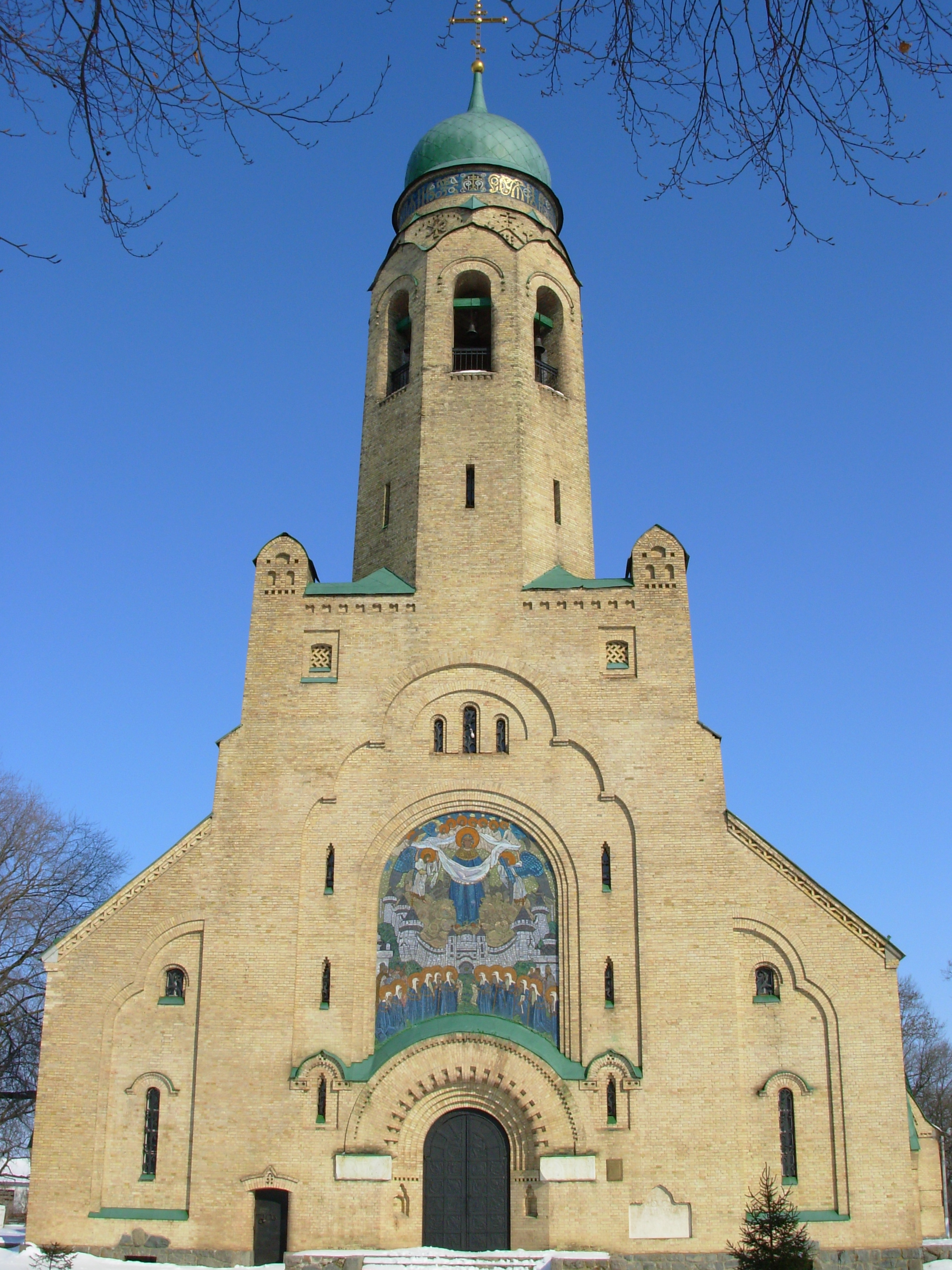
Колокольня храма Покрова Богородицы
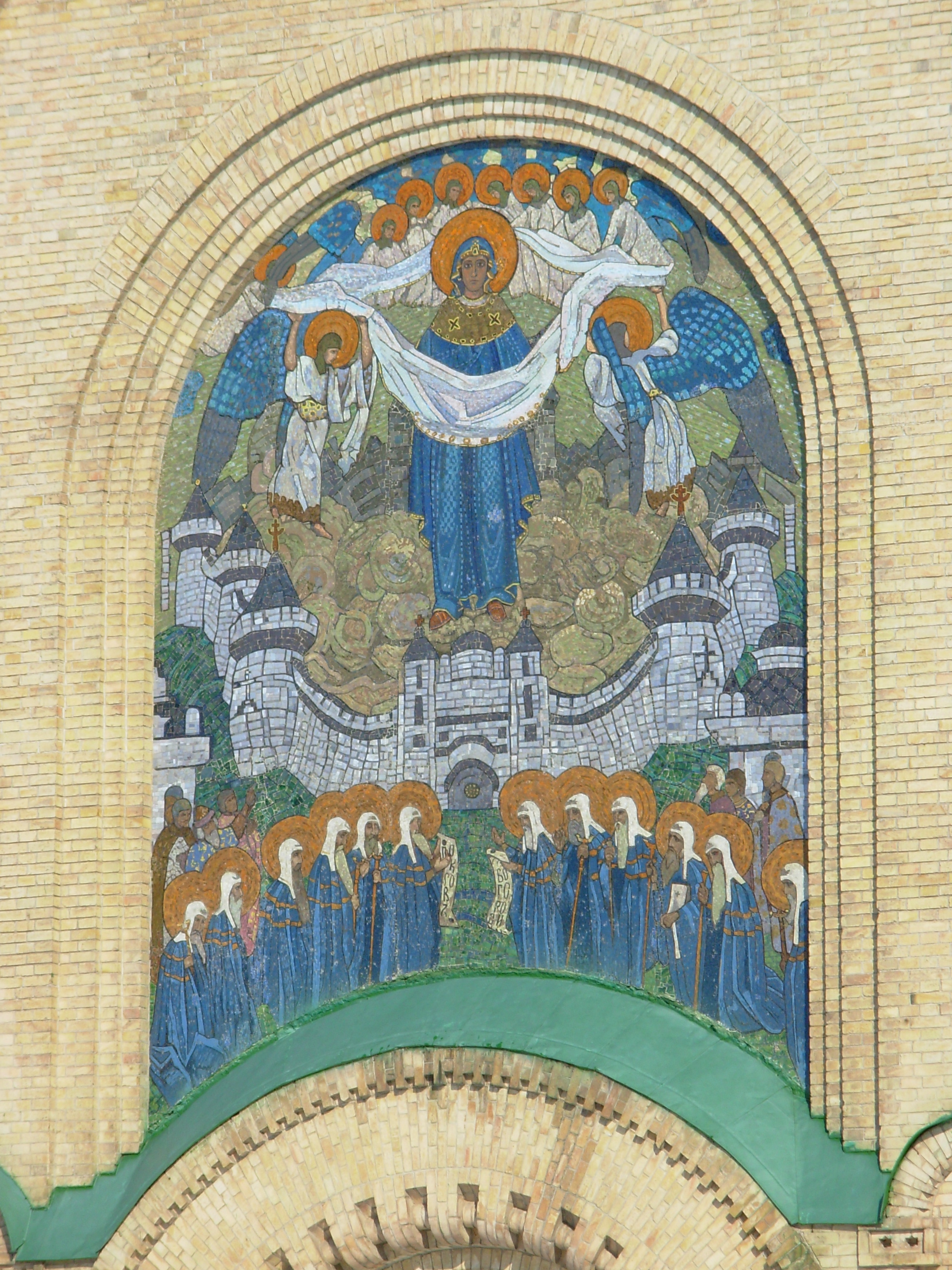
Мозаика на храме Покрова Богородицы

- Феодоровский Государев собор в Царском Селе (освящен в 1912 г.; худ. Н. С. Емельянов; арх. Покровский В. А.);

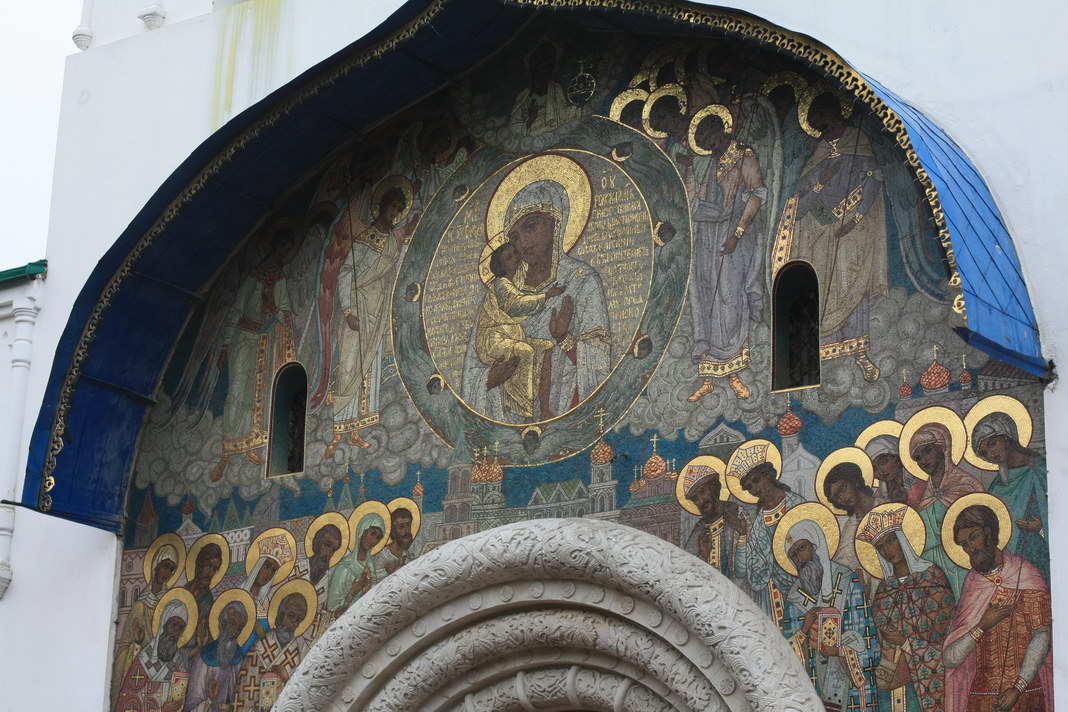
Мозаика главного входа
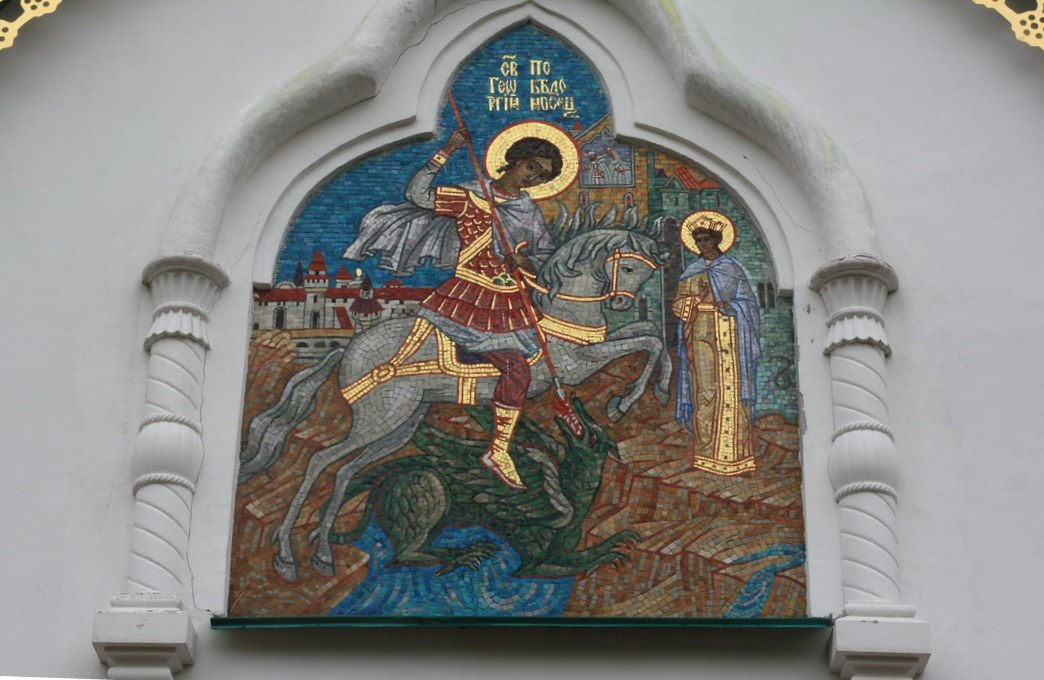
Мозаика на крыльце
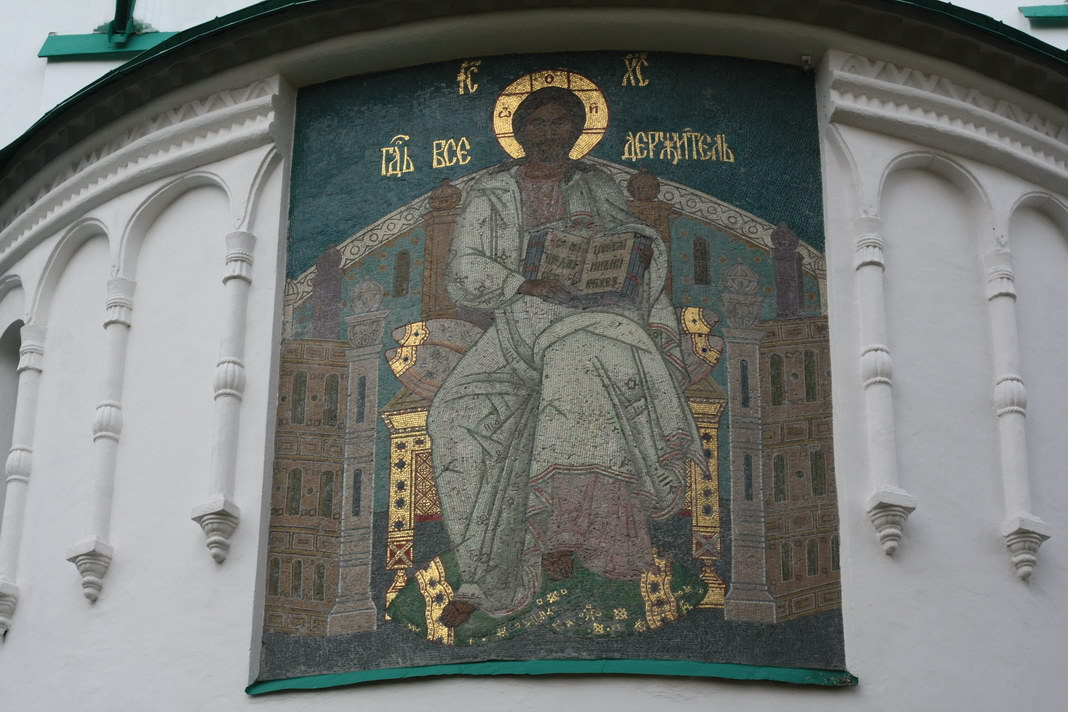
Мозаика на абсиде

- Церковь Марфо-Мариинской обители на Большой Ордынке в Москве (освящена в 1912 г.; худ. Нестеров М. В.; арх. Щусев А. В.);
- Троицкий собор в Почаевской лавре (освящен в 1912 г.; худ. Рерих Н. К., Быстренин В. И.; арх. Щусев А. В.);

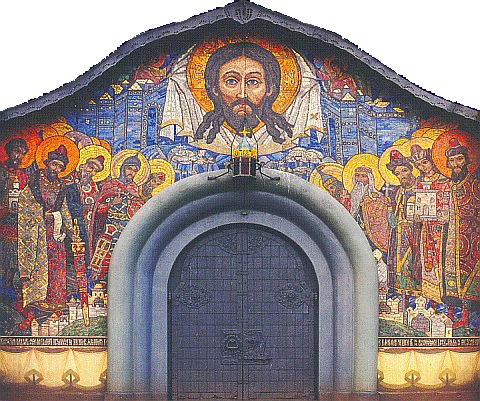
«Спас Нерукотворный и Князья Святые». Н. К. Рерих

- Морской собор во имя Николая Чудотворца в Кронштадте (освящен в 1913 г.; худ. Васильев М. Н.; арх. Косяков Вас. А.);
- Свято-Николаевский собор в Ницце (освящен в 1912 г.; худ. Васильев М. М., арх. Преображенский М. Т.);

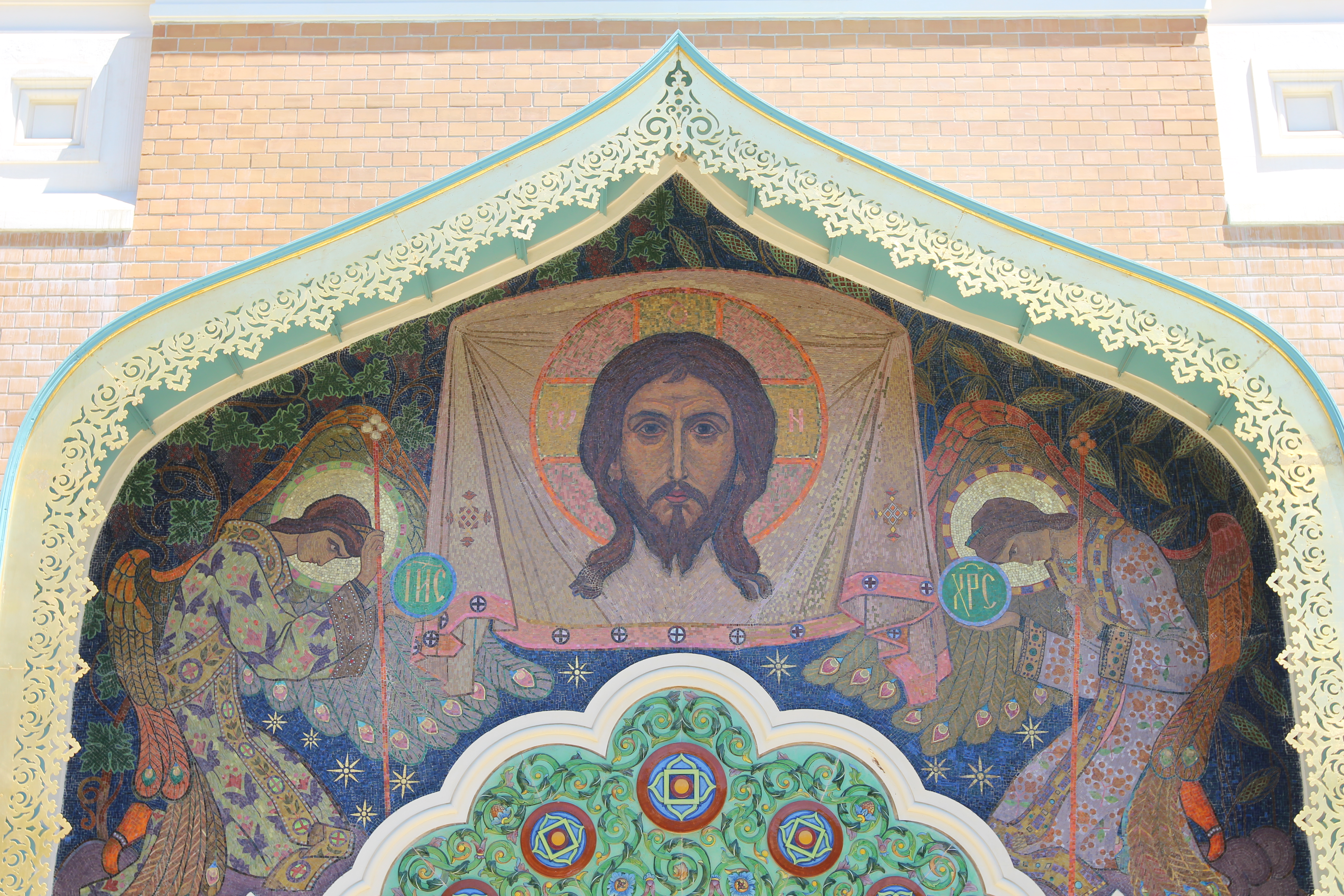
Ницца, Спас Нерукотворный, 1912 г.
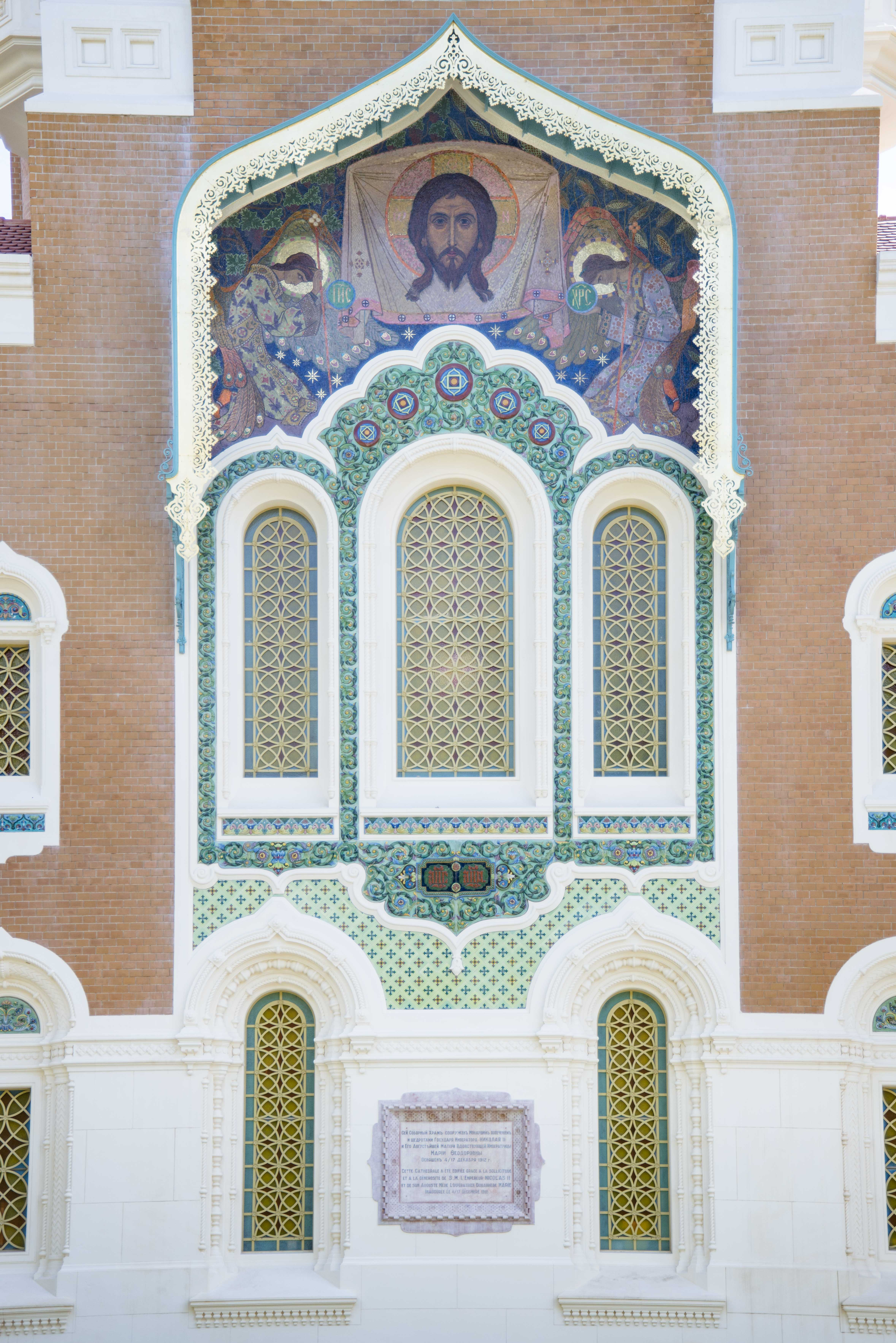
Западная часть, колокольня
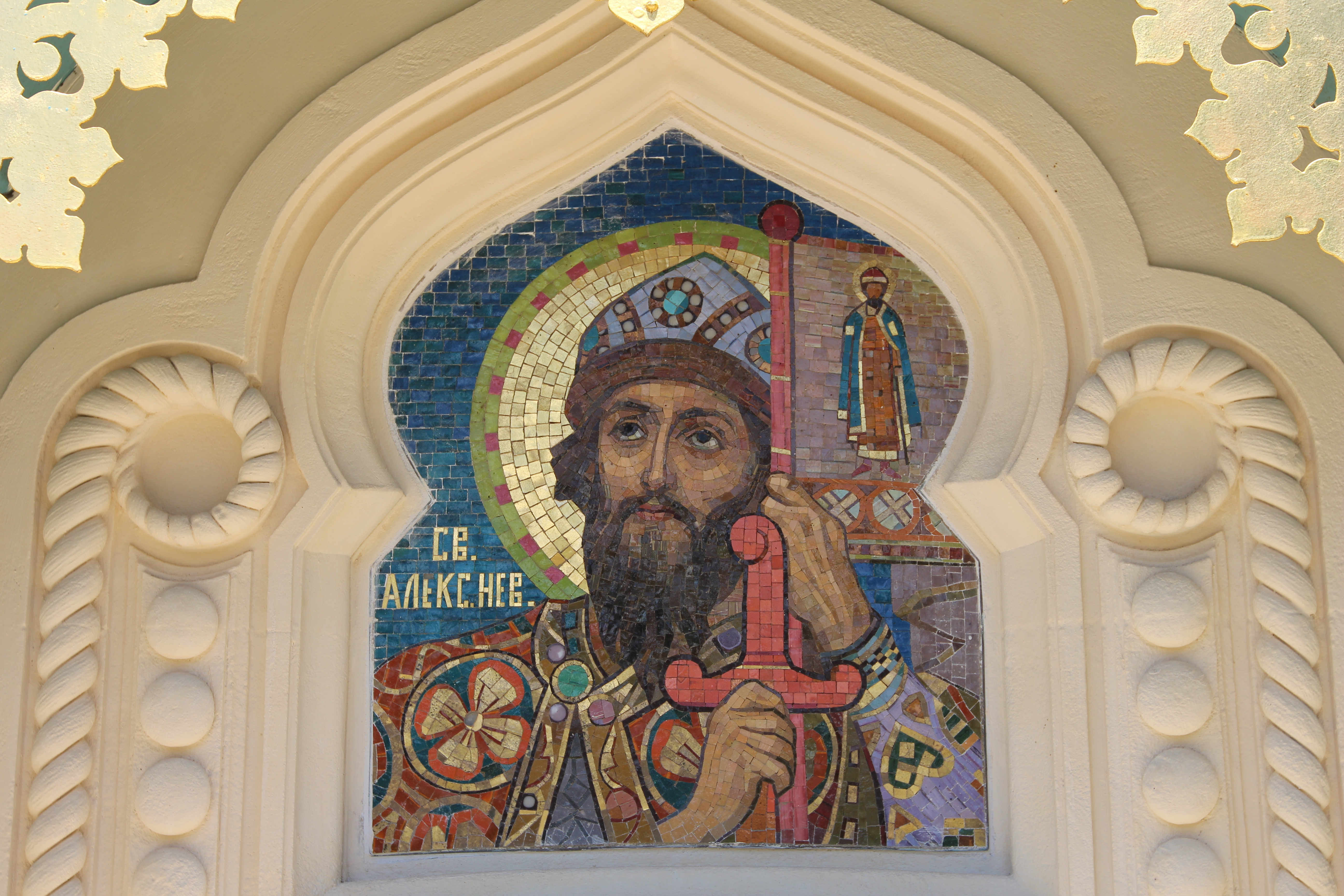
Александр Невский

- Храм-памятник во имя Свт. Алексия в Лейпциге (освящен 4 (17) октября 1913 г.; худ. Н. П. Пашков; арх. Покровский В. А.);
- Усыпальница Прохоровых в Новодевичьем монастыре в Москве (1911 г.; арх. Покровский В. А.);
- Мавзолей Эрлангеров на Введенском кладбище в Москве (худ. Петров-Водкин К. С.; арх. Шехтель Ф. О.);
- Церковь Св. Троицы в г. Балаково Саратовской губернии. Наружные мозаики. (1911 г.; худ. И. О. Чириков; арх. Шехтель Ф. О.);
- Храм Святого Духа в усадьбе Талашкино Смоленской губернии (худ. Рерих Н. К., Малютин С. В.; арх. И. Ф. Барщевский, В. В. Суслов);

Храм Святого Духа в усадьбе Талашкино
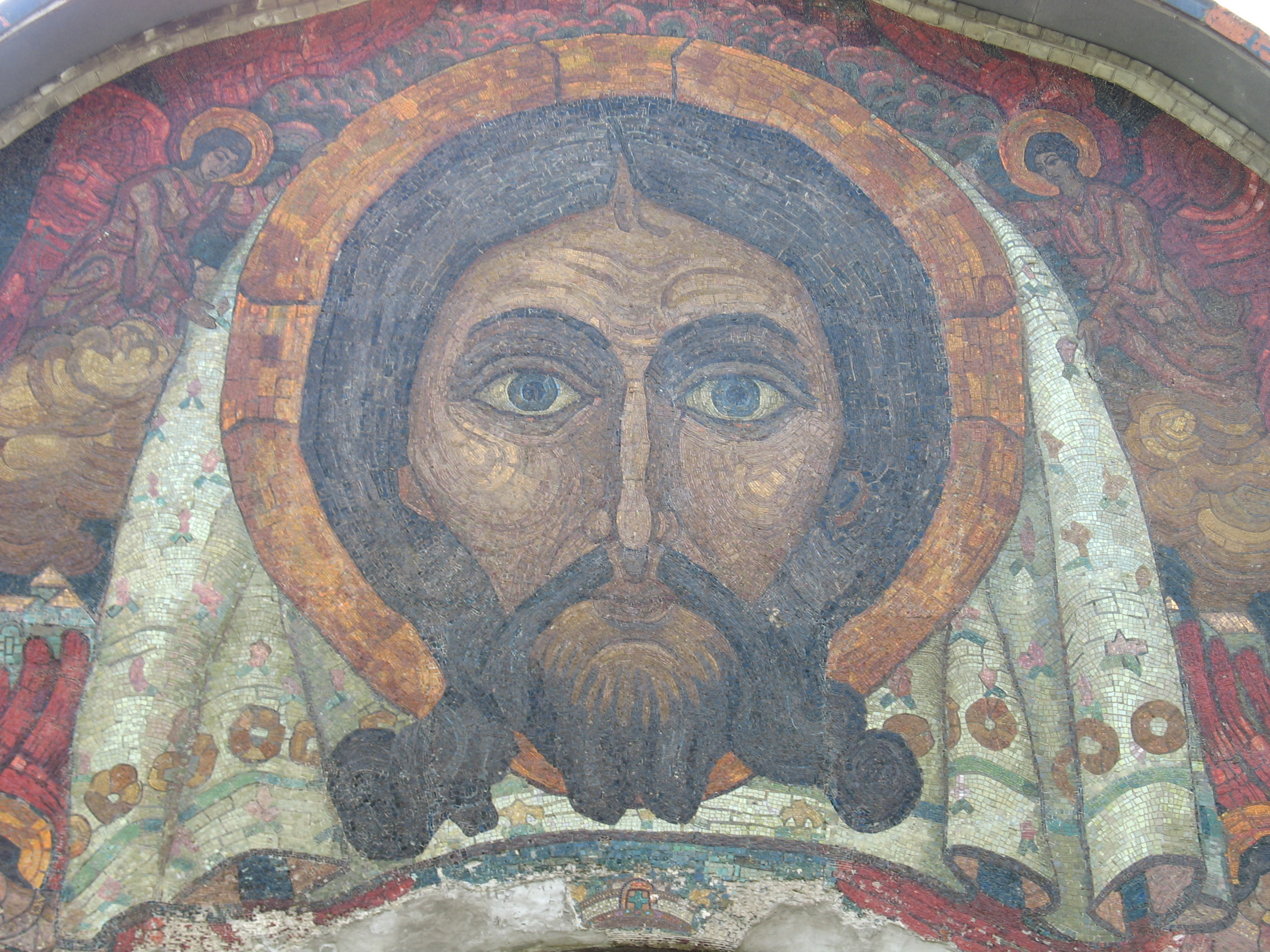
"Спас Нерукотворный". Н. К. Рерих

- Киевский вокзал в Москве. Два герба СССР; (установлены в 1925 г.; арх. И. И. Рерберг);
- Мавзолей В. И. Ленина в Москве (1929—1930 гг.; арх. Щусев А. В.);
- Памятник Героям революции 1905 года в Нижнем Новгороде (1931 г.; худ. М. А. Зернина, Е. Байкова; арх. А. А. Яковлев);
- Дом Правительства Белорусской ССР в Минске. Декоративные мозаики (1932—1933 гг.; арх. Лангбард И. Г.);
- Снятие и перенос мозаик Михайловского Златоверхого монастыря в Киеве (1934—1935 гг.);
- Павильон СССР на Всемирной выставке в Париже в 1937 году. Карта Союза Советских Социалистических Республик (1935—1937 гг.);
- Театр В. Э. Мейерхольда в Москве. Сцены из комедии «Ревизор». (1935—1937 гг.; худ. В. Ф. Бордиченко, Б. В. Покровский; арх. Щусев А. В.);
- Военная академия имени М. В. Фрунзе в Москве. Композиция «Знамёна» в памятном зале. (1935—1937 гг.; худ. Е. Е. Лансере, Л. Е. Фейнберг; арх. Руднев Л. В., Мунц В. О.);
- Реставрация мозаик Софийского собора в Киеве (1936—1941 гг.);
- Кинотеатр «Днепр» в Киеве. Декоративная композиция «Павлин»;
- Всесоюзная сельскохозяйственная выставка (ВСХВ) в Москве (1939):
  - Портрет В. И. Ленина (худ. Б. В. Покровский) в павильоне Северо-западных областей;
  - Портрет В. И. Ленина в павильоне Московской области;
  - Панно в павильоне «Татария»;
  - Мозаики павильона «Азербайджанская ССР» (арх. С. Дадашев, М. Усейнов);
- Панно в павильоне СССР на Всемирной выставке 1939 г. в Нью-Йорке.

## Основные работы в Санкт-Петербурге — Ленинграде

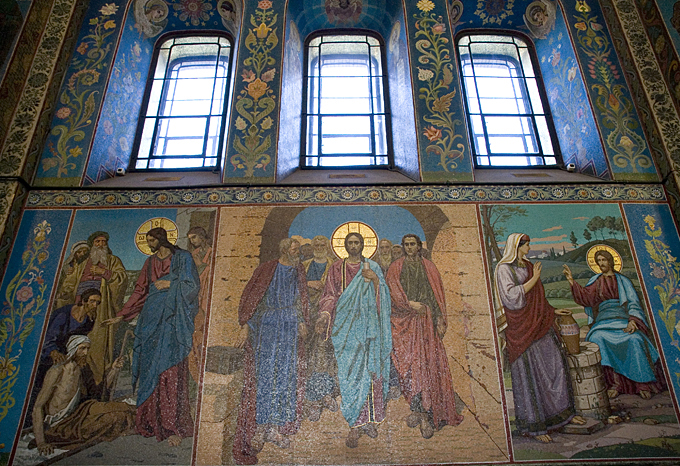
Фрагмент внутреннего убранства Спаса на Крови

- внутреннее убранство храма Воскресения Христова — Спаса на Крови (1895—1907 гг., эскизы В. М. Васнецова, М. В. Нестерова, Беляева В. В., Рябушкина А. П., Н. Н. Харламова, Бруни Н. А., Кошелева Н. А. и др.; арх. Парланд А. А.);
- гербы и надписи на здании института и аптеки А. В. Пеля на 7-й линии В. О., д. 16-18 (1910 г.);
- панно надгробного памятника А. И. Куинджи (1913 г., Некрополь мастеров искусств, эскиз Н. К. Рериха; арх. А. В. Щусев);
- мозаики дома Набоковых на Большой Морской улице, д. 47 (1902 г.; арх. М. Ф. Гейслер, Б. Ф. Гуслистый);
- мозаичные панно по эскизу художника-архитектора С. Т. Шелкового на здании Доходного дома герцога Н. Н. Лейхтенбергского на Большой Зелениной улице, д. 28 (1905 г.; арх. Ф. Ф. Постельс)[4];
- Великокняжеская усыпальница в Петропавловской крепости (худ. Н. Н. Харламов; арх. Бенуа Л. Н.);
- Мозаика М. В. Ломоносова «Полтавский бой». Перенос в здание Академии наук на Университетскую набережную и её реставрация (1925—1931 гг.);
- Здание Палаты мер и весов на Московском пр., д. 17. Периодическая система элементов Д. И. Менделеева (1934—1939 гг.);
- Богоявленский храм на Гутуевском острове — вставки

## Работы вМосковском метро
- Мозаики на станции метро «Маяковская» (автор эскизов — А. А. Дейнека, тема — «Сутки советского неба»; 35 плафонов (открыта в 1938 г.; арх. Душкин А. Н.);
- Восемь смальтовых мозаичных панно на путевых стенах станции «Завод имени Сталина» («Автозаводская») под общим названием «Советский народ в годы Великой Отечественной войны» (художники В. Ф. Бордиченко, Лехт Ф. К., Покровский Б. В.; арх. Душкин А. Н.; 1941-42 гг.; станция открыта в 1943 г.).
- Мозаики на станции метро «Новокузнецкая» (предназначались для установки на ст. «Павелецкая») в Москве (автор эскизов — А. А. Дейнека). Во многих источниках упоминается, что работа над ними велась Фроловым в блокадном Ленинграде в 1941—1942 годах и что он успел закончить работу в 1942 году, незадолго до своей смерти от голода, несмотря на то, что работал в крайне тяжёлых условиях: выбитые стёкла в мастерской были заменены фанерой, и мастер трудился практически в одиночку и почти вслепую, при слабом свете небольшой керосиновой лампочки[5]. Источником этой истории послужила заметка в газете «Ударник Метростроя» военного времени[6], в которой рассказывалось о трудной работе Фролова в условиях осаждённого города и вывоза этих мозаик по «Дороге Жизни». Со временем эта версия стала общепризнанной и в 2013 году на «Новокузнецкой» открыта мемориальная доска с надписью: «На этой станции установлены мозаики, выполненные в блокадном Ленинграде в мозаичной мастерской Всероссийской Академии художеств под руководством профессора Владимира Александровича Фролова»[7]. Однако, исследователи из фонда Дейнеки установили, что мозаики для станции «Павелецкая» были переданы Московскому Метрострою ещё в январе 1941[8], то есть до начала войны. В блокадную зиму, которую не пережил В. А. Фролов, в мозаичной мастерской действительно набирали мозаики для Московского метро, но это были мозаики для станции метро «Завод имени Сталина» «Автозаводская»). 28 сентября 1942 года три мозаичных панно для станции ЗИС были получены в соответствии с договором представителем Метростроя Таубкиным С. Р.. «За образцовое выполнение в весьма сложных условиях… возложенного задания по командировке в Ленинград, связанной со своевременным окончанием работ Замоскворецкого радиуса», приказом № 453 инженер Таубкин С. Р., вывезший мозаики из блокадного кольца, получил благодарность и был премирован полуторамесячным окладом[9].

## Награды
- Орден Св. Станислава 3 ст. за реставрацию мозаики М. В. Ломоносова «Полтавский бой»
- Орден Св. Анны 3 ст. за мозаики Спаса на крови
- Малый крест Св. Филиппа Гессен-Дармштадтский за мозаики церкви в Дармштадте
- Орден Св. Станислава 2 ст. за Варшавский собор

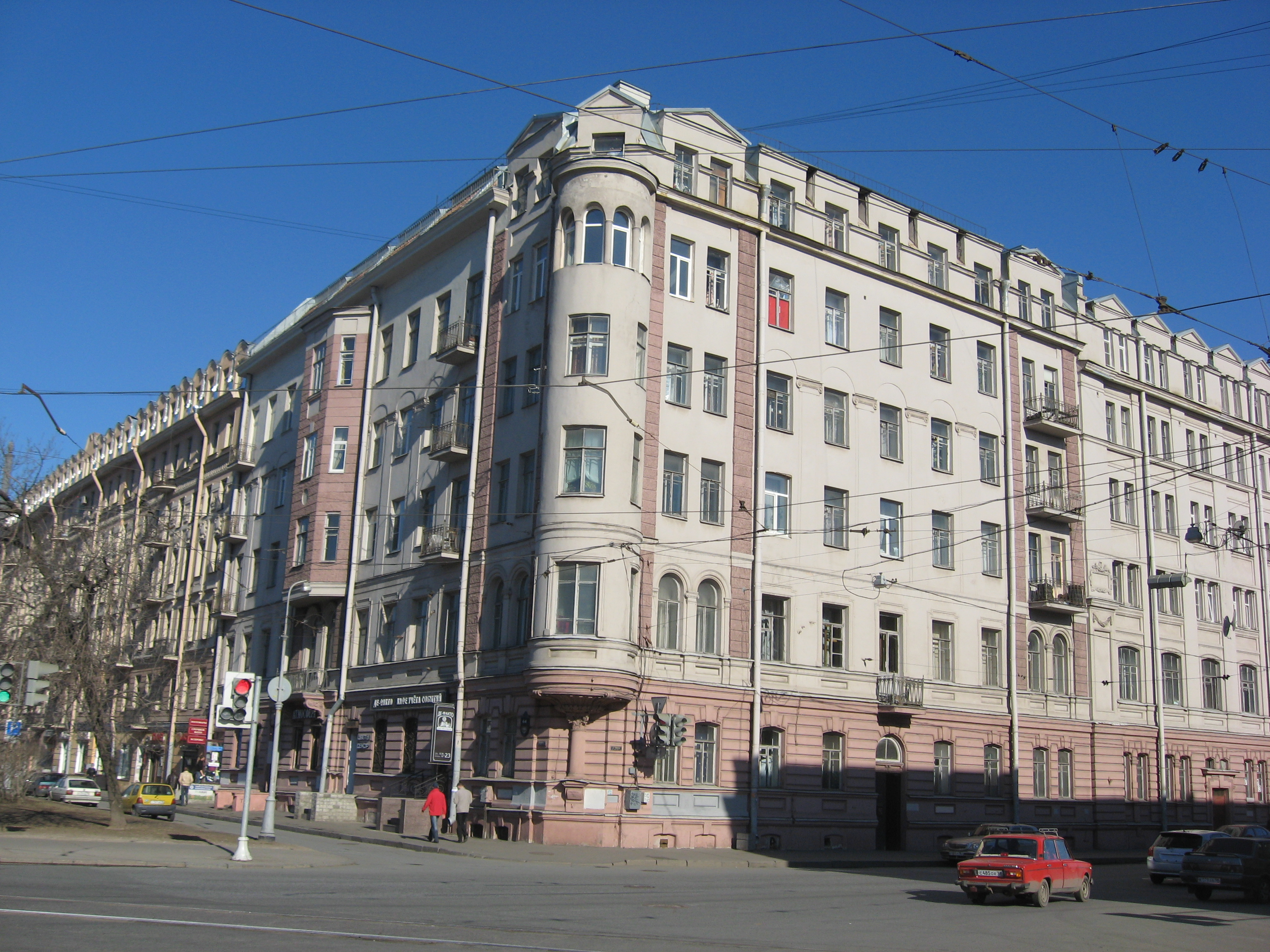
Дом, где находилась мастерская В. А. Фролова (Большой пр. В. О., 64/5)